# Tango (1998.)
Tango je španjolsko-argentinski film iz 1998. godine. Režiju je potpisao Carlos Saura.

## Radnja
Mario je redatelj koji želi napraviti ultimativni tango film. Ipak stvar se zakomplicira kade se Mario zaljubi u mladu plesačicu koja je djevojka moćnog i opasnog bogataša, koji investira novac u film. 

## O filmu
Film je snimljen u Buenos Airesu. Premijerno je prigazak u Argentini 6. kolovoza 1998. Nominiran je za Oscara, za Najbolji strani film.

## Glumačka postava
- Miguel Ángel Solá - Mario Suárez
- Cecilia Narova - Laura Fuentes
- Mía Maestro - Elena Flores

## Glazba u filmu
- Los inmigrantes napisao Lalo Schifrin
- Quién hubiera dicho, napisali Luis César Amadori i R. Sciannarella, izvedba Adriana Varela
- Flores del alma, napisali A. Lucero, M. García Ferrari i J. Larenza, izvedba Viviana Vigil i Héctor Pilatti
- Quejas de bandoneón, napisali Juan De Dios Filiberto
- Picante, napisao J.I. Padula
- El Chocolo, napisali A. Villoldo, E.S. Discépolo i J.C. Marambio Catan
- Tango para percusión, napisao Lalo Schifrin, izvedba Cecilia Narova i Carlos Rivarola
- La yumba, napisao Osvaldo Pugliese
- Caminito, napisali Juan De Dios Filiberto i G. Coria Peñaloza
- Tango del atardecer, napisao Lalo Schifrin, izvedba Cecilia Narova, Mia Maestro i Carlos Rivarola
- Tango lunaire, napisao Lalo Schifrin, izvedba Cecilia Narova i Mia Maestro
- La represión, napisao Lalo Schifrin, izvedba Mia Maestro
- Corazón de oro, napisali F. Canaro i J. Fernández Blanco, izvedba plesački ansambl
- Tango bárbaro, napisao Lalo Schifrin, izvedba Cecilia Narova i Carlos Rivarola
- Recuerdo, napisali Osvaldo Pugliese i E. Moreno, izvedba Juan Carlos Copes i Lorena Yacono
- A Juan Carlos Copes, napisali A. Gómez i N. Ramos, izvedba Mia Maestro, Juan Carlos Copes i plesački ansambl
- Arrabal amargo, napisali Carlos Gardel i Alfredo Le Pera, pjesma Carlos Gardel
- A fuego lento, napisao Horacio A. Salgán, izvedba El Nuevo Quinteto Real
- Nostalgias, napisali J.C. Cobian i Enrique Cadícamo, izvedba Mia Maestro
- Se dice de mí napisali Francisco Canaro i Ivo Pelay, pjesma Tita Merello i Roxana Fontan
- Zorro gris, napisali R. Tuegols i F. García Giménez, izvedba Lucas Galera i Sabrina Morales
- Calambre, napisali Astor Piazzola, izvedba Julio Bocca, Carlos Rivarola i plesački ansambl
- Va pensiero iz Nabucca, Giuseppea Verdija, izvedba njemački operni orkestar
- La cumparsita, napisali Gerardo Matos Rodríguez, E. Maroni i P. Contursi, izvedba Cecilia Narova i Juan Carlos Copes

## Vanjske poveznice
- Tango u internetskoj bazi filmova IMDb-a